# Tóth Sándor (politikus)
Tóth Sándor (Makó, 1956. május 22. –) egykori MSZP-s politikus, a mezőkovácsházai székhelyű Békés megyei 7. sz. egyéni választókerület képviselője 1994-2002 között.

## Családja
Tóth Sándor tősgyökeres Békés megyei földműves családból származik. Édesapja Tóth Lajos 1952-1958 között Budapesten dolgozott ács-állványozó szakmunkásként, majd 1958-1988 között anyagraktáros volt. 1988-ban nyugdíjazták. Édesanyja pedig Silló Mária. Anyai és apai családja is katolikus vallású, alsó középosztálybeli család. Szülei kunágotai származásúak. Testvére, Tóth Mária (1962).

## Gyermek - és ifjúkora
Az általános iskolát Kunágotán végezte, míg a középiskolát Orosházán, a Táncsics Mihály Gimnázium és Szakközépiskolában végezte. 1974-ben itt tett érettségit. 1974–1975 között Szabadszálláson teljesítette sorkatonai szolgálatát. 1980-ban a Gödöllői Agrártudományi Egyetemen, mezőgazdasági gépészmérnök diplomát szerzett. 1980–1985 között a kunágotai Bercsényi Mgtsz műszaki ágazatvezetője volt. 1985–1994 között a magyarbánhegyesi Egyetértés Mgtsz műszaki főmérnöke, gazdasági és műszaki igazgatója volt. 1980-tól másodállásban mezőgazdasági kistermelő volt, majd 1989-től a Tóth és Schlögl Kft. résztulajdonosa. 1990-től a Sprint Agro Kft. ügyvezető igazgatója. 2000-től a mezőkovácsházi koordinációs tanács elnöke.

## Politikusi karrierje
1990-ben belépett a Magyar Szocialista Pártba, előtte nem foglalkozott politikával. Még 1990-ben beválasztották az MSZP magyarbánhegyesi szervezetének a vezetőségébe. 1995. május 1-től a Dél-alföldi Regionális Fejlesztési Társaság igazgatótanácsi tagjává vált. Az 1994-es országgyűlési választásokon a mezőkovácsházai választókerületben a második fordulóban mandátumhoz jutott a szavazatok 49,95 százalékával. Az Országgyűlés gazdasági állandó bizottságának, valamint ezen belül a Biotermelők Országos Érdekképviseleti Szövetsége petíciójának megvizsgálására alakított albizottság és az 1990-1994. évi privatizációs tevékenységet vizsgáló albizottság tagja. Az MSZP-frakcióban a gazdasági munkacsoport munkájában vett részt. 1998-ban ismét megválasztották országgyűlési képviselőnek, 2002-ben azonban nem indult, így utódja a szintén MSZP-s dr. Karsai József lett. 2002 óta a Békés Megye közgyűlés tagja. 2002–2006 között a költségvetési és pénzügyi bizottság tagja volt. 2006-ig volt országgyűlési képviselő.

## Magánélete
Tóth Sándor 1980-ban Magyarbánhegyesen házasságot kötött Józsa Magdolna tanítónővel. Egyetlen gyermekük Tóth Sándor Attila (1982).
1990 óta a Magyarbánhegyesi Football Club vezetője.